# Пиязов, Женисбек Буркитович
Женисбек Буркитович Пиязов (каракалп. Piyazov Jeńisbek Burkitovich, 9 мая 1988, Нукус, республика Каракалпакстан) — узбекский и каракалпакский оперный певец (бас), лауреат 1-й премии республиканского конкурса вокалистов, XII международного конкурса «Казахская романсиада», XIII Московского международного конкурса молодых исполнителей русского романса. Обладатель гран-при международного конкурса вокалистов им. Муслима Магомаева (2012). Народный артист Узбекистана (2021), Заслуженный артист Узбекистана (2014) и Республики Каракалпакстан (2012).

## Биография
Пиязов Женисбек Буркитович в 2007 году окончил Нукусский колледж культуры и искусств. В том же году он был награждён дипломом 1-й степени на республиканском конкурсе «Молодая опера» и поступил в Узбекскую государственную консерваторию по специальности «Пение». Также в 2007 году он был удостоен Премии Нихола за громкий голос и талант к опере. В 2009 году был принят на должность вокалистом в Большой театр оперы и балета им. А. Навои. В 2010 году он обучался в мастер-классе в Минске, Беларусь, под руководством известного оперного мастера Д. Вдовина и известного дирижера Ю. Башмета, входивших в число самых талантливых молодых вокалистов мира.                
Награждён Государственной медалью Славы за высокое исполнение на концертной программе с участием мастеров искусств и молодых исполнителей республики, которая была вручена Совету глав государств-членов Шанхайской организации сотрудничества. В 2011 году окончил Государственную консерваторию Узбекистана по специальности «Академический певец». В 2011—2012 годах его приглашали на Международный оперный фестиваль Gut-Immling в Мюнхене  Германия. В настоящее время работает преподавателем Государственной консерватории Узбекистана.                

## Личная жизнь
- Отец: Пиязов Буркит
- Мать: Сабурова Инжигул
- Братья: Пиязов Акылбек Буркитович[6], Пиязов Нурлыбек Буркитович, Пиязов Жанибек Буркитович[7]
- Сестры: Пиязова Бахыт Буркитовна, Пиязова Айнура Буркитовна,
- Женат на Хурлиман Тлеумуратовой

## Творческая деятельность
В 2008—2010 годах Пиязов участвовал в престижных международных конкурсах и фестивалях во многих странах мира, среди которых Россия, Азербайджан, Беларусь, Казахстан, Франция, Испания, Португалия, Германия, Австрия, Китай, Корея и Малайзия. 
Исполнил арии из опер Х. Байкаро, «Севильский цирюльник», «Искатели жемчуга», «Дон Жуан», «Юлий Цезарь», «Евгений Онегин», «Свадьба Фигаро», «Дело Майсары» и др. 
Занял 1-е место на XIII Международном конкурсе «Русский романс» с участием молодых исполнителей в Москве; I место на V Международном конкурсе вокалистов имени Бибигуль Тулегеновой в Астане; II место на V Международном конкурсе «Бюль-Бюль» в Баку.
В 2012 году Пиязов был удостоен звания «Заслуженный артист Республики Каракалпакстан». В том же году он получил Гран-при II Международного конкурса вокалистов «Муслим Магомаев» в Москве, где его высоко оценили русские маэстро В. Спиваков и В. Федосеев.
В новом учебном году, начавшемся в сентябре 2013 года, Женисбек Буркитович регулярно участвует в крупных государственных концертных программах и международных фестивалях «Шарк тароналари» с её редким басовым голосом, высоко оценённым и признанным экспертами.
В 2014 г. участвовал в проекте «Большая опера».
В 2018 году в городе Актобе прошли Гастроли оркестра Курмангазы.
В 2018 году выступил на концерте Open Spring или Moviy Bahor который состоялся в роскошном Дворце международных форумов «Узбекистан» и исполнил композицию «My way» которую исполнял Фрэнк Синатра.
В 2019 году стал первым узбекистанцем, который спел на сцене всемирно известного театра «La Scala» в Милане .
В 2020 году получил награду «За заслуги в развитии печати и информации».

## Публичные выступления
| Сольные концерты |                                      |                         |                     |
| Дата             | Название                             | Место проведения        | Город               |
| 2017             | Per Amore                            | Дворец «Дружба Народов» | Ташкент, Узбекистан |
| 2018             | Посвящённые памяти Муслима Магомаева | Дворец «Дружба Народов» | Ташкент, Узбекистан |
| 2019             | Falsh Nota                           | Дворец «Дружба Народов» | Ташкент, Узбекистан |

## Награды и премии
- В 2007 году награждён премией «Нихол»[17][18]
- в 2010 году был награждён медалью «Шухрат»[19]
- В 2012 году — звание «Заслуженный артист Республики Каракалпакстан»
- В 2014 году — звание «Заслуженный артист Республики Узбекистан»[20]
- В 2021 году — звание «Народный артист Республики Узбекистан»[21]
- Почётный знак «За заслуги в развитии культуры и искусства» (27 ноября 2020 года, Межпарламентская ассамблея СНГ) — за значительный вклад в формирование и развитие общего культурного пространства государств — участников Содружества Независимых Государств, реализацию идей сотрудничества в сфере культуры и искусства[22]
- Женисбек Пиязов — обладатель Гран-при второго Международного конкурса имени Муслима Магомаева (Москва)[23],
- Лауреат XIII Московского международного конкурса молодых исполнителей русского романса «Романсиада-2009»
- Удостоен почетной II премии на Международном конкурсе вокалистов имени Бюль-Бюля.[24]

## Примечание
1. ↑  Лауреаты II Международного Конкурса вокалистов имени М.Магомаева. m-magomaev.ru. Дата обращения: 4 ноября 2020. Архивировано 25 ноября 2020 года.
2. ↑  Фото. m-magomaev.ru. Дата обращения: 4 ноября 2020. Архивировано 29 октября 2020 года.
3. ↑  Женисбек Пиязов. #TCH16 — Jenisbek Piyazov. XVI Международный конкурс имени П.И. Чайковского. Дата обращения: 4 ноября 2020. Архивировано 12 ноября 2020 года.
4. ↑  Окончил вокальный факультет Нукусского училища им. Жапак Шамуратова // medici.tv. Архивировано 12 ноября 2020 года.
5. ↑  UzDaily. Награждены наши соотечественники, внесшие достойный вклад в укрепление дружбы между народами государств–участников СНГ. UzDaily.uz. Дата обращения: 1 января 2021. Архивировано 19 декабря 2020 года.
6. ↑  XII Международный конкурс молодых оперных певцов Елены Образцовой. www.music-competitions.ru. Дата обращения: 18 января 2021. Архивировано 22 января 2021 года.
7. ↑  Вечер традиционной музыки. Afisha.uz. Дата обращения: 18 января 2021. Архивировано 22 января 2021 года.
8. ↑  Большая опера — 2014 // Телеканал «Россия — Культура». tvkultura.ru. Дата обращения: 4 ноября 2020. Архивировано 5 ноября 2020 года.
9. ↑  Женисбек Пиязов (выбыл). tvkultura.ru. Дата обращения: 4 ноября 2020. Архивировано 20 сентября 2019 года.
10. ↑  Итальянские страсти на «Большой опере». tvkultura.ru. Дата обращения: 4 ноября 2020. Архивировано 18 августа 2019 года.
11. ↑  tengrinews.kz. Гастроли оркестра Курмангазы проходят в Актобе. Главные новости Казахстана — Tengrinews.kz (4 июля 2018). Дата обращения: 4 ноября 2020. Архивировано 11 ноября 2020 года.
12. ↑  Open Spring: почерпнули весеннего вдохновения. Afisha.uz. Дата обращения: 4 ноября 2020. Архивировано 16 июня 2020 года.
13. ↑  Jenisbek Piyazov: «La Scala sahnasida kuylagan ilk o‘zbek bo‘lganimdan faxrlandim» (узб.). Озодлик радиоси. Дата обращения: 4 ноября 2020. Архивировано 20 октября 2020 года.
14. ↑  Jenisbek Piyazov tarixiy «La Scala» sahnasida kuylagan ilk o‘zbek bo‘ldi (узб.). Qalampir.uz. Дата обращения: 4 ноября 2020.
15. ↑  Танзила Нарбаева бир қатор фаолларга МДҲ фахрий нишонларини топширди. Улар орасида хонанда ҳам бор (фото). EFFECT.UZ (19 декабря 2020). Дата обращения: 1 января 2021.
16. ↑  В Ташкенте аншлаг на концерты Женисбека Пиязова, посвященные памяти Муслима Магомаева | Вести.UZ. vesti.uz. Дата обращения: 1 января 2021. Архивировано 12 ноября 2020 года.
17. ↑  DATA GOV. Список лауреатов Премии Президента Республики Узбекистан «Нихол» для молодых талантов (Узбекский). — 2007.
18. ↑  UzReport News. Определены очередные победители премии "Нихол".
19. ↑  Бас-баритон Женисбек Пиязов стал призером международного конкурса — Kultura.uz. kultura.uz. Дата обращения: 4 ноября 2020. Архивировано 11 ноября 2020 года.
20. ↑  В честь 23-й годовщины независимости страны Указом Президента Ислама Каримова Женисбеку Пиязову присвоено звание «Заслуженный артист Республики Узбекистан». (недоступная ссылка — история). uzbekistonovozi.uz. Дата обращения: 4 ноября 2020.
21. ↑  Указ Президента Республики Узбекистан от 24 августа 2021 года «О награждении в связи с тридцатилетием государственной независимости Республики Узбекистан группы работников сфер науки, образования, здравоохранения, спорта, литературы, культуры, искусства и средств массовой информации». Дата обращения: 24 августа 2021. Архивировано 24 августа 2021 года.
22. ↑  Постановление Совета Межпарламентской Ассамблеи государств — участников Содружества Независимых Государств от 27 ноября 2020 года № 23 "О награждении почётными знаками Межпарламентской Ассамблеи государств — участников Содружества Независимых Государств «За заслуги в развитии культуры и искусства», «За заслуги в развитии печати и информации», «За заслуги в развитии физической культуры, спорта и туризма». Дата обращения: 24 июля 2022. Архивировано 17 июня 2022 года.
23. ↑  Женисбек Пиязов — обладатель Гран-при вокального конкурса имени Муслима Магомаева. Обсуждение на LiveInternet — Российский Сервис Онлайн-Дневников. www.liveinternet.ru. Дата обращения: 4 ноября 2020. Архивировано 15 марта 2017 года.
24. ↑  Женисбек Пиязов на фестивале Гут Иммлинг. www.byulbyul.az. Дата обращения: 4 ноября 2020. Архивировано 23 февраля 2020 года.